# Paracontias hildebrandti
Paracontias hildebrandti — вид сцинкоподібних ящірок родини сцинкових (Scincidae). Ендемік Мадагаскару. Вид названий на честь німецького натураліста Йоганна Марії Гільдебрандта.

## Поширення і екологія
Paracontias hildebrandti мешкають на півночі острова Мадагаскар, в регіонах Діана, Софія і Сава, а також на сусідньому острові Нусі-Бе. Вони живуть в сухих і вологих тропічних лісах, трапляються на плантаціях. Зустрічаються на висоті до 1500 м над рівнем моря.